# Parajubaea torallyi
Espèce
Synonymes
- Allagoptera torallyi (Mart.) Kuntze[2]
- Diplothemium torallyi Mart.[2]
- Jubaea torallyi (Mart.) H.Wendl.[2]
- Polyandrococos torallyi (Mart.) Barb.Rodr.[2]

Statut de conservation UICN

 EN B1+2c : En danger
Parajubaea torallyi est une espèce de plantes de la famille des Arecaceae.

## Liste des variétés
Selon Catalogue of Life (11 avril 2019) :
- variété Parajubaea torallyi var. microcarpa
- variété Parajubaea torallyi var. torallyi

Selon World Checklist of Selected Plant Families (WCSP) (11 avril 2019) :
- variété Parajubaea torallyi var. microcarpa M.Moraes (1996)
- variété Parajubaea torallyi var. torallyi

Selon Tropicos (11 avril 2019) (Attention liste brute contenant possiblement des synonymes) :
- variété Parajubaea torallyi var. microcarpa M. Moraes
- variété Parajubaea torallyi var. torallyi

## Publication originale
- Notizblatt des Botanischen Gartens und Museums zu Berlin-Dahlem 11: 50. 1930.